# Ḩom-e Khosrow
Ḩom-e Khosrow (persiska: خُمِ خُسرُو, حم خسرو) är en ort i Iran.   Den ligger i provinsen Hamadan, i den nordvästra delen av landet, 300 km väster om huvudstaden Teheran. Ḩom-e Khosrow ligger 1 562 meter över havet och antalet invånare är 127.
Terrängen runt Ḩom-e Khosrow är varierad.Runt Ḩom-e Khosrow är det ganska tätbefolkat, med 93 invånare per kvadratkilometer. Närmaste större samhälle är Tārīk Darreh-ye ‘Olyā, 7,9 km sydväst om Ḩom-e Khosrow. Trakten runt Ḩom-e Khosrow består i huvudsak av gräsmarker.